# Écoute clandestine

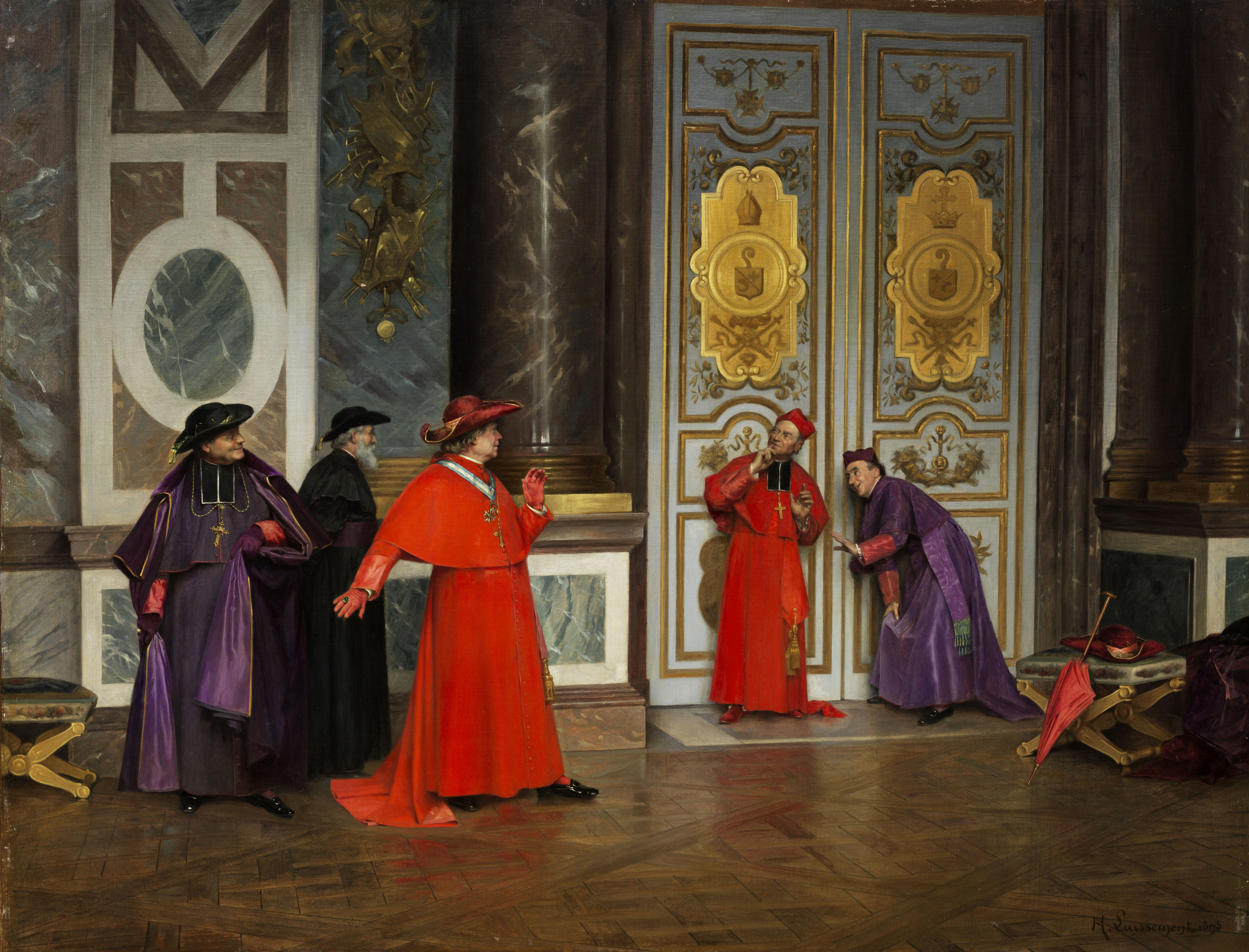
Cardinaux dans une antichambre au Vatican, par Adolphe Henri Laissement, 1895.

L'écoute clandestine désigne une surveillance non autorisée, pouvant intervenir sur tout réseau de télécommunications, que ce soit le téléphone, les courriels ou tout mode de communication privée. Être témoin d'une conversation publique n'entre pas dans le cadre des écoutes clandestines.
Les communications, quel que soit leur support, peuvent être protégées des écoutes indésirables. Cette protection passe souvent par le chiffrement des messages.